# Fairfield (Illinois)
Fairfield település az Amerikai Egyesült Államok Illinois államában, Wayne megyében, melynek megyeszékhelye is. Lakosainak száma 4883 fő (2020. április 1.).

## Népesség
A település népességének változása:

| 2010 | 5 154 |
| 2020 | 4 883 |